# Kamardan
Kamardan (en rus: Камардан) és un poble (un possiólok) de l'óblast d'Astracan, a Rússia, segons el cens del 2010 tenia 649 habitants.